# Kladeruby
Kladeruby (deutsch Kladrub, früher Kladerub) ist eine Gemeinde in Tschechien. Sie liegt acht Kilometer nordwestlich von Valašské Meziříčí und gehört zum Okres Vsetín.

## Geographie
Kladeruby befindet sich in den Hügeln der Kelčská pahorkatina. Das Dorf erstreckt sich linksseitig der Juhyně im Tal des Baches Kladerubský potok. Nordöstlich erhebt sich der Choryňská stráž (375 m), im Süden die Sedliska (414 m) und nordwestlich der Na Stráži (370 m).
Nachbarorte sind Milotice nad Bečvou, Hustopeče nad Bečvou und Poruba im Norden, Hodalův Mlýn und Choryně im Nordosten, Juřinka im Osten, Lhota, Vystrkov und Branky im Südosten, Patera, Police und Lapač im Süden, Komárovice und Kelč im Südwesten, Dolní Těšice im Westen sowie Němetice im Nordwesten.

## Geschichte
Die erste schriftliche Erwähnung von Cladorubeh erfolgte zwischen 1131 und 1141 in einer Urkunde des Olmützer Bischofs Heinrich Zdik. Das zum Kelčer Sprengel des Bistums Olmütz gehörige Gut bildete ein selbständiges Lehngut. Im Jahre 1398 wurde der Ort als Kladrub, 1508 und 1539 als Kladoruby, 1517 als Kladruby sowie 1636 als Kladerub bezeichnet. Mit dem im Laufe der Zeit in mehrere Anteile aufgeteilten Gut waren verschiedene niedere Adelsgeschlechter beliehen. Eine Reihe von Besitzern gebrauchte das Prädikat von Kladeruby. Ab 1751 wurde der Ort Kladruby genannt.
In den Jahren 1790 bis 1795 gab der Dorfschmied Jan Czapla in Nebentätigkeit Unterricht für die Kinder des Ortes in angemieteten Räumlichkeiten. Das erste hölzerne Schulhaus wurde zwischen 1810 und 1820 errichtet. Bis 1849 gehörte Kladruby zur Herrschaft Kelč und zum Prerauer Kreis.
Nach der Aufhebung der Patrimonialherrschaften bildete Kladruby/Kladrubab 1850 eine Gemeinde in der Bezirkshauptmannschaft Valašské Meziříčí. 1869 erfolgte der Bau eines steinernen Schulgebäudes. In den 1870er Jahren erfolgte der Abbau von Steinkohle, der aber bald wieder eingestellt wurde. Seit 1872 wird der Ort als Kladeruby bezeichnet. Im Jahre 1899 zerstörte ein Großfeuer fünf Anwesen im Oberdorf. Die Freiwillige Feuerwehr gründete sich 1901. Im Jahre 1914 wurde ein Steinbruch in Betrieb genommen. 1924 entstand eine bäuerliche Genossenschaft zur Produktion von Sliwowitz. Im selben Jahre konnte die Feuerwehr mit Unterstützung der Bewohner von Komárovice und Němetice eine neue Feuerspritze anschaffen. Nach der Aufhebung des Okres Valašské Meziříčí wurde Kladeruby 1960 dem Okres Vsetín zugeordnet. Die Gemeinde führt ein Wappen und Banner; dieses wurde vom Wappen des Erzbistums Olmütz abgeleitet.

## Gemeindegliederung
Für die Gemeinde Kladeruby sind keine Ortsteile ausgewiesen.

## Sehenswürdigkeiten
- Marienkapelle mit Statue des hl. Johannes von Nepomuk am Dorfplatz, errichtet 1843
- Steinernes Wegekreuz an der Straße nach Kelč, es entstand zum Ende des 18. Jahrhunderts zusammen mit weiteren Kreuzen, die an jedem Ende des Dorfes aufgestellt waren
- Naturreservat Choryňská stráž, nordöstlich des Dorfes am gleichnamigen Hügel